# Hello My Name Is...
Hello My Name Is... è l'album di debutto della cantautrice americana Bridgit Mendler, pubblicato il 22 ottobre 2012 dall'Hollywood Records.
L'album è stato anticipato dal primo singolo Ready or Not, pubblicato il 7 agosto 2012. L'anteprima del singolo fu il 3 agosto 2012 e fu pubblicato come download digitale il 7 agosto. La canzone fu scritta dalla stessa Mendler, Emanuel "Eman" Kiriakou e Evan "Kidd" Bogart. La canzone debuttò al 98º posto e arrivo fino al 78º posto della Billboard Hot 100. Fu certificato singolo d'oro in Canada e Nuova Zelanda.
Per promuovere l'album ha pubblicato su YouTube tre singoli promozionali: Hurricane (anche se divenuto poi secondo singolo estratto), Forgot to Laugh e Top of the World. L'album ha ricevuto delle critiche positive soprattutto per la sua prestazione vocale e la sua abilità di scrittrice e debuttò al 30º posto della Billboard 200 degli Stati Uniti e al 20º posto della classifica degli album digitali. Il disco è stato pubblicato in Italia il giorno 9 aprile 2013.

## Antefatti, pubblicazione e composizione
Bridgit Mendler originalmente annunciò che il suo album sarebbe stato pubblicato nel mese di settembre ma per ragioni varie la data venne spostata al 22 ottobre. Grazie a questo la lista e la copertina dell'album furono annunciate il 20 agosto 2012.
Fu anche annunciato in un'intervista che il singolo di lancio, Ready or Not, sarebbe stato pubblicato alla radio dei bambini il 3 agosto 2012, essa entrò nella top 40 radiofonica il 20 agosto. La canzone arriva nelle radio principali americane il 21 agosto.
L'album è un'unione tra "acoustico, soulful jazzy funky".

## Critiche
L'album ha ricevuto recensioni positive dai critici musicali. Tim Sendra di AllMusic fu positivo con le sue critiche elogiando la sua ‘'bella voce'’ e la sua ‘'capacità di comporre'’. Commentò alcune delle canzoni: Ready or Not  è la migliore traccia con un ritornello davvero orecchiabile, Hurricane il testo ha brillanti frasi collegate alle fiabe e uno stile canoro con, ogni tanto, qualche sessione di rap, ‘'Blonde'’ è un po' un cliché, ma finisce per essere un argomento convincente: il colore dei capelli non è un indicatore del cervello, e ‘'Rocks at My Windows'’ è una canzone d'amore divertente con un ‘big beat’. Oltre al molto lunatico e vocalmente potente ‘'5:15'’, le ballate non sono particolarmente memorabili, l'album è “impantanato” ha un analogo arrangiamento sonoro che non favorisce la voce della Mendler. Ha concluso scrivendo: "Eppure, è un debutto impressionante da un cantante che mostra vero talento e ha tutte le possibilità di uscire dallo stampo Disney e fare qualcosa di tutto suo lungo la strada."

## Tracce
1. Ready or Not – 3:21 (Bridgit Mendler, Emanuel "Eman" Kiriakou, Evan "Kidd" Bogart)
2. Forgot to Laugh – 3:09 (Bridgit Mendler, Kiriakou, Bogart)
3. Top of the World – 3:28 (Bridgit Mendler, Kiriakou, Jai Marlon, Laura Raia, David Ryan, Freddy Wexler)
4. Hurricane – 4:03 (Bridgit Mendler, Kiriakou, Bogart, Goldstein)
5. City Lights – 4:00 (Bridgit Mendler, Marlon, Ryan, Wexler)
6. All I See Is Gold – 2:53 (Bridgit Mendler, Kiriakou, Goldstein, Priscilla Renea)
7. The Fall Song – 3:39 (Bridgit Mendler, Kiriakou, Bogart)
8. Love Will Tell Us Where to Go – 3:22 (Bridgit Mendler, Kiriakou, Marlon, Ryan, Wexler)
9. Blonde – 3:08 (Bridgit Mendler, Leah Haywood, Daniel Pringle)
10. Rocks at My Window – 3:12 (Bridgit Mendler, Kiriakou, Bogart, Goldstein)
11. 5:15 – 3:55 (Bridgit Mendler, Kiriakou, Renea, Goldstein)
12. Hold On for Dear Love – 3:59 (Bridgit Mendler, Donnell Shawn Butler, Wexler)

Tracce aggiuntive nella versione Deluxe di iTunes
1. We're Dancing – 3:10 (Bridgit Mendler, Josh Alexander, Billy Steinberg)
2. Postcard – 3:25 (Bridgit Mendler, Alexander, Steinberg)
3. Quicksand – 3:21 (Bridgit Mendler, Kiriakou, Wexler)